# That's When Your Heartaches Begin
That's When Your Heartaches Begin ("Ahí es cuando comienzan tus penas") es una canción que data de 1937 compuesta por Fred Fisher, William Raskin y Billy Hill. Fue grabado y lanzado al mercado el mismo año por Shep Fields and his Rippling Rhythm. La canción se hizo popular por primera vez después de una grabación de 1941 de The Ink Spots.  Posteriormente fue grabada por Elvis Presley al menos en tres ocasiones durante la década de 1950, y fue una de las dos canciones que grabó en acetato en julio de 1953, antes del comienzo de su carrera profesional. 

## Versión de Elvis Presley
El 18 de julio de 1953, Elvis Presley pagó 3,98 dólares (equivalente a 45,32 dólares en 2023) para poder grabar un disco en el Sun Studio de Memphis, Tennessee, un estudio de grabación que también fue sede del sello Sun Records a partir de 1952. Presley grabó un disco sencillo con dos temas de manera aficionada, ya que aún no había firmado un contrato con el sello Sun Records. El disco iba a ser un regalo para su madre Gladis Love Smith.
En dicha ocasión, el dueño de la compañía Sam Phillips no estaba presente, por lo cual Elvis trató directamente con la encargada del estudio Marion Keisker la cual luego de escuchar cantar a Elvis, se sorprendió de su timbre de voz afroamericano. Sin que Elvis lo supiera, esa primera grabación sería el comienzo de su carrera profesional y Keiker pasaría a la historia como la mujer que descubrió a Elvis. 
Keiker anotó los datos de Elvis con "Elvis Presley, buen cantante de baladas" y al año siguiente cuando Sam Phillips buscaba a un joven que grabase unas canciones en su sello, Keiker le propuso llamar "al chico de las patillas". 
En la primera visita que Elvis hizo en Sun con la idea de grabar el disco para su madre, él se decidió por grabar en la cara A "My Happiness", que más tarde hizo famosa Connie Francis en 1958. Para la cara B, Presley grabó "That's When Your Heartaches Begin". 
Más tarde, tras el paso de Elvis de Sun Records a la RCA, él volvería a tocar la canción en los estudios de grabación al menos en dos ocasiones, la primera durante las famosas sesiones del Million Dollar Quartet el 4 de diciembre de 1956, y la segunda en enero de 1957, cuando fue grabada y lanzada como cara B de " All Shook Up".   El tema también pasó a formar parte del álbum  
En la primera versión del tema, Elvis solo se acompañó con su guitarra acústica en base a rasgueos y algún riff ocasional. La siguiente ocasión en la que Elvis grabó la canción fue el 13 de enero de 1957 en los estudios Radio Recorders en Hollywood, California y contó con los músicos de su banda de apoyo primigenia denominados a veces "The Moon Blue Boys". 

### Músicos de la sesión de 1957
Elvis Presley - voz y guitarra acústica rítmica
Scotty Moore - guitarra eléctrica
Bill Black - contrabajo
The Jordanaires - coros
D. J. Fontana - batería 

## Compilados
Además de sus ediciones como sencillo, "That's when your heartaches begin" formó parte de algunos álbumes compilados como "The King of Rock and Roll" de 1992  .y "Elvis Love Songs" este último editado por la compañía británica Fat Cat 